# 27e brigade d'infanterie de montagne
Pour les articles homonymes, voir BIM et 27e brigade.

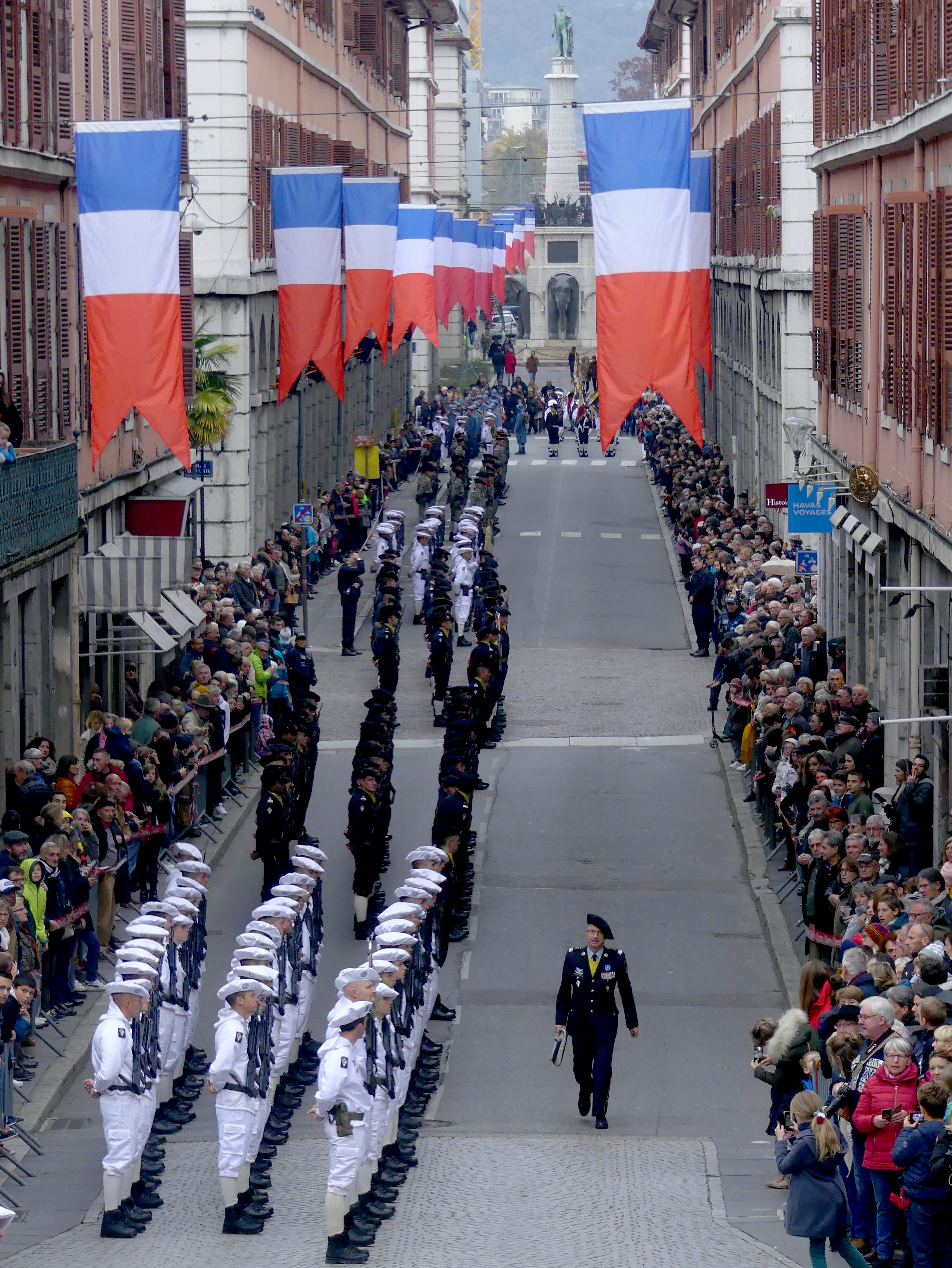
Unités de la à Chambéry le 10 novembre 2018.

La 27e brigade d'infanterie de montagne (27e BIM) est une unité de l'Armée de terre française qui regroupe aujourd'hui l'ensemble des troupes de montagne françaises. Elle est créée en 1999 par changement d'appellation de la 27e division d'infanterie de montagne (27e DIM). Elle est l'héritière des traditions de la 27e division d'infanterie alpine.

## Composition de la27eBIM
En 2022, la 27e brigade d'infanterie de montagne comprend les unités suivantes :
- Un état-major (à l'hôtel des troupes de montagne de Grenoble et au Quartier CBA de Reyniés de Varces-Allières-et-Risset)
- Une école propre à sa spécificité: l'École militaire de haute montagne (EMHM) (Chamonix-Mont-Blanc)
- 7e bataillon de chasseurs alpins (7e BCA)  stationné au Quartier CBA de Reyniés (Varces-Allières-et-Risset),  équipé de VAB et de Véhicules à haute mobilité (VHM).
- 13e bataillon de chasseurs alpins (13e BCA)   stationné au Quartier Roc noir (Chambéry-Barby), équipé de VAB.
- 27e bataillon de chasseurs alpins (27e BCA)  stationné au Quartier Tom Morel (Annecy-Cran-Gevrier), équipé de VAB.
- 4e régiment de chasseurs (4e RCh)  stationné au Quartier Général Guillaume (Gap) équipé de AMX-10 RC et de Véhicules Blindés Légers (VBL).
- 93e régiment d'artillerie de montagne (93e RAM) stationné au Quartier CBA de Reyniés (Varces-Allières-et-Risset) équipé de canon automoteurs CAESAR.
- 2e régiment étranger de génie (2e REG)  stationné au Quartier Maréchal Koenig (Saint-Christol) équipé de VAB génie.
- 27e compagnie de commandement et de transmissions de montagne (27e CCTM) (Varces-Allières-et-Risset)
- Groupement de commandos de montagne
- Le bataillon de réserve des Alpes (un bataillon de marche regroupant les réservistes appartenant aux différentes unités de la brigade) est créé le 11 novembre 2024 à l'occasion de la commémoration de l'armistice [2]
- 6e groupement d'instruction de montagne (6e GIM) (Gap),

Avant 1999, la 27e DIA comprenait aussi :
- le 159e régiment d'infanterie alpine (Briançon)[3] transformé depuis en Centre national d'aguerrissement en montagne (CNAM) dissous en 2009
- le 11e bataillon de chasseurs alpins (Barcelonnette)[3], transformé en Centre d'Instruction et d'Entraînement au Combat en Montagne (CIECM) dissous en 2009
- le 4e régiment du génie alpin (4e RGA) (La Valbonne), dissous en juin 1999.
- le 7e bataillon du génie de la division alpine (7e BGDA) (Avignon), maintenant dissous.
- EED 7, Escadron d'Eclairage Divisionnaire en 1995.
- le 27e régiment de commandement et de soutien (27e RCS)[3], dissous en 1999.

## Historique

### Différentes dénominations
- septembre 1944 : création de la division alpine FFI en septembre pour encadrer les FFI des Alpes[4]
- décembre 1944 : devient 27e division d'infanterie alpine (27e DIA) héritière de la 27e division d'infanterie (27e DI)
- décembre 1962 : devient 27e brigade alpine (27e BA)[5]
- août 1976 : devient 27e division alpine (27e DA)[5], par fusion de la 27e BA et de la 17e BA[3]
- 1983 : elle est rattachée à la Force d'action rapide (FAR)[5],[3]
- juillet 1994 : devient la 27e division d'infanterie de montagne (27e DIM)[5], rattachée au 3e corps d'armée
- juillet 1999 : elle devient la 27e brigade d'infanterie de montagne (27e BIM) lors de la professionnalisation de l'Armée de terre.

### La Libération des Alpes (1944-1945)
La division est recréée à partir d'unités FFI, encadrées par des militaires d'active et motivées, mais mal armées et peu entraînées.
Durant l'hiver 1944 - 1945, sous le commandement du lieutenant-colonel Jean Vallette d'Osia puis de celui du général Eugène Molle, la division constitue l'unité principale du Détachement d'Armée des Alpes (DAA), qui est placé sous le commandement du général Doyen et rattaché au 6e groupe d'armées US. Elle a pour mission de protéger les vallées des Alpes contre les troupes de l'Axe qui tiennent les cols, puis d'occuper le nord de l'Italie afin de donner une monnaie d'échange au gouvernement français lors des futures discussions de paix.
Elle est organisée en mars 1945 en deux unités, renforcées par le groupement Arve-Beaufortain, autonome :
- le groupement Tarentaise, formé de la 5e demi-brigade (7e, 13e et 27e bataillons de chasseurs alpins) et du Ier groupe du 69e régiment d'artillerie de montagne (rattaché à la division), commandé par le lieutenant-colonel de Galbert[Note 1] ;
- le groupement Maurienne, formé de la 7e demi-brigade (6e, 11e et 15e BCA) et du IIe groupe du 93e RAM, commandé par le lieutenant-colonel Le Ray[7] ;
- le 159e régiment d'infanterie alpine, en réserve à Grenoble, et le Ier groupe du 93e RAM, en soutien du 99e RIA dans le Briançonnais, sont détachés de la division.

L'offensive française est lancée le 23 mars 1945 en direction du col du Petit-Saint-Bernard. Le 7e BCA prend le sommet 2655 mais la progression est rapidement stoppée au Roc Noir. Une attaque menée par le 13e BCA le 27 échoue devant le Roc Noir et la Redoute Ruinée. Le 31, seul le Roc Noir a pu être pris.
Le 6e groupe d'armée annonce une offensive en avril 1945 et les Français sont autorisés à pénétrer jusqu'à 20 km dans le territoire italien. Le 5 avril, la section d'éclaireurs-skieurs du 11e BCA s'empare par surprise des postes germano-italiens sur la Pointe de Bellecombe puis le reste du bataillon prend pied sur le Mont Froid. Contre-attaqués dès le jour même, les alpins sont chassés de leur position le 7 au soir. La 1re division de marche d'infanterie (ex-1re division française libre) prend l'Authion le 12. Le groupement Maurienne retente un assaut vers le Mont Froid du 9 au 12, qui est repoussé.
À partir du 25 avril, les troupes de l'Axe se replient et les Français prennent le col de Larche le 26 et le Mont Froid le 27. Au soir du 27, les Français ont pénétré de 7 km en territoire italien. Les Français tentent ensuite de pousser vers Milan et Turin mais sont stoppés sur ordre des Américains.

### Autriche et Algérie (1945-1962)
- De 1945 à 1954, les unités alpines sont troupes d'occupation en Autriche, dirigées notamment par le général Béthouart.
- De 1954 à 1962, elles servent en Algérie, surtout dans les monts de Grande Kabylie, dirigé un temps par le général Faure. Un millier d'alpins tombent en Algérie.

### Depuis 1962
- 1962 : après le retour de la guerre d'Algérie, les troupes alpines sont regroupées dans les 17e brigade et 27e brigade ;
- 1976 : la 27e division alpine est recréée sous les ordres du général Michel Thénoz. Elle donne aux troupes de montagne leur insigne actuel. Sont également créés le Groupe militaire de haute montagne (GMHM), implanté à Grenoble puis à Chamonix à l'École militaire de haute montagne (EMHM) qui se fait connaître par des exploits sportifs (Pôle Nord, Everest et Pôle Sud) ;
- 1983 : la division intègre la force d'action rapide. Elle compte alors 10 000 hommes, majoritairement des appelés. 20% des 2 000 cadres (officiers et sous-officiers) sont alors des appelés. À cette époque, elle est chargée de la défense des sites de missiles nucléaires du plateau d'Albion, du combat dans les Alpes et si nécessaire dans d'autres massifs montagneux et enfin est apte à servir comme infanterie classique[3].
- 1994 : devient la 27e division d'infanterie de montagne (27e DIM) et rejoint le 3e corps d'armée[8] ;
- 1999 : à la suite de la professionnalisation de l'Armée de terre en 1996 et de la réorganisation des forces terrestres, la 27e division d'infanterie de montagne (27e DIM) devient la  27e brigade d'infanterie de montagne (27e BIM) ;
- Les "Alpins" de la 27e brigade d'infanterie de montagne sont intervenus au Liban, Tchad, Bosnie-Herzégovine, Côte d'Ivoire et Afghanistan ;
- 2016 : rattachée à la 1re division.
- 2025 : Organisation du premier Sommet International des Troupes de Montagne, réunissant 1500 visiteurs et une vingtaine de délégations étrangères[9].

## Commandants de l'unité
- 1944 :  lieutenant-colonel Vallette d'Osia
- 1945 :  général Molle
- 1949 : général Collignon
- 1951 : général Humbert
- 1952 : général Vallette d'Osia
- 1955 : général Gouraud
- 1957 : général Guérin
- 1958 : général Jacques Faure
- 1960 : général de Camas
- 1961 :  général Simon
- 1962 :  général Le Ray, en Grande-Kabylie
- 1963 : général Hallé
- 1965 : général Thénoz
- 1967 : général Lescan
- 1969 : général Etcheverry
- 1971 : général Vaillant
- 1973 : général Laurens
- 1975 : général Bosshardt
- 1976 :  général Laurens
- 1978-1980 : général Astorg
- 1980-1982 :  général Barthez
- 1982-1984 :  général Gaillard
- 1984-1986 : général Lionnet
- 1986-1988 :  général Gérard d'Auber de Peyrelongue
- 1988-1990 :  général Guy Giraud
- 1990-1993 :  général Jean Bassères
- 1993-1995 :  général Meyer
- 1995-1997 :  général Glevarec
- 1997-1999 :  général Allamand
- 1999-2001 :  général Sublet (premier commandant de la 27e Brigade d'Infanterie de Montagne)
- 2001-2003 :  général Jean-Marc de Giuli
- 2003-2005 :  général Michel Klein
- 2005-2005 :  général Renaud de Malaussène
- 2005-2006 :  général de Puybusque
- 2006-2008 :  général Marc Foucaud
- 2008-2010 :  général Marcel Druart
- 2010-2012 :  général Hervé Wattecamps
- 2012-2014 :  général Benoit Houssay
- 2014-2016 :  général Hervé Bizeul
- 2016-2018 :  général Vincent Pons
- 2018-2020 :  général Pierre-Joseph Givre
- 2020-2021 :  général Hervé de Courrèges
- 2021-2023 : général Paul Sanzey
- Depuis août 2023 : général Lionel Catar